# Bastvik
Bastvik (finska: Saunalahti) är en stadsdel i Esbo stad och hör administrativt till Stor-Esbovikens storområde. 
Bastvik är ett av Esbo stads nyaste höghusområden. I området finns också kvar gammal egnahemshusbebyggelse och åkrar. Man bygger de nya husen så att de passar in i terrängen och att man har havsutsikt mot Esboviken från de flesta lägenheter. 5 000 personer flyttar in i det nya området som byggs 2003-2010. 
Bastvik gård från 1800-talet som länge varit i dåligt skick har rustats upp. På 1920-talet fick byggnaden ett nytt utseende i klassicistisk stil och det är denna man återställt då byggnaden renoverats. I gården bedrivs ett kafé och en arkitektstudio som specialiserat sig på att rusta upp gamla byggnader och på gamla byggnadstekniker. 
Namnet Bastvik kommer från namnet på en bondgård, som tagit namnet av en närliggande vik, Bastviken. Den finska översättningen Saunalahti utgår från att namnet ursprungligen härstammar från ordet bastu och inte bast.
Gråberget, Mulby, Rasböle och Kittelberget utgör delområden i Bastvik.

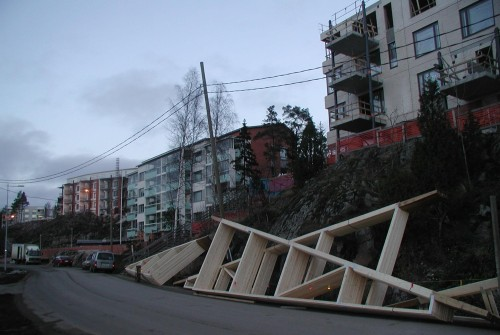
Bastvik under byggnad i november 2004